# Gallatin (Missouri)
Gallatin és una població dels Estats Units a l'estat de Missouri. Segons el cens del 2000 tenia 1.789 habitants.

## Demografia
Segons el cens del 2000, Gallatin tenia 1.789 habitants, 771 habitatges, i 477 famílies. La densitat de població era de 246,7 habitants per km².
Dels 771 habitatges en un 31% hi vivien nens de menys de 18 anys, en un 49,5% hi vivien parelles casades, en un 9,9% dones solteres, i en un 38,1% no eren unitats familiars. En el 35,5% dels habitatges hi vivien persones soles el 20,2% de les quals corresponia a persones de 65 anys o més que vivien soles. El nombre mitjà de persones vivint en cada habitatge era de 2,25 i el nombre mitjà de persones que vivien en cada família era de 2,92.
Per edats la població es repartia de la següent manera: un 25,8% tenia menys de 18 anys, un 7,2% entre 18 i 24, un 24% entre 25 i 44, un 20,7% de 45 a 60 i un 22,3% 65 anys o més.
L'edat mediana era de 40 anys. Per cada 100 dones de 18 o més anys hi havia 76,5 homes.
La renda mediana per habitatge era de 29.234 $ i la renda mediana per família de 40.398 $. Els homes tenien una renda mediana de 26.974 $ mentre que les dones 18.929 $. La renda per capita de la població era de 17.092 $. Entorn del 12,8% de les famílies i el 14,3% de la població estaven per davall del llindar de pobresa.

## Poblacions més properes
El següent diagrama mostra les poblacions més properes.